# (100513) 1997 AL21
(100513) 1997 AL21 es un asteroide perteneciente al cinturón de asteroides, descubierto el 10 de enero de 1997 por Nobuhiro Kawasato desde el Uenohara Observatory, Japón.

## Designación y nombre
Designado provisionalmente como 1997 AL21.

## Características orbitales
1997 AL21 está situado a una distancia media del Sol de 2,445 ua, pudiendo alejarse hasta 2,682 ua y acercarse hasta 2,208 ua. Su excentricidad es 0,096 y la inclinación orbital 6,566 grados. Emplea 1396,81 días en completar una órbita alrededor del Sol.

## Características físicas
La magnitud absoluta de 1997 AL21 es 15,7.